# Убийство Азы Газгиреевой
Убийство Азы Газгиреевой произошло 10 июня 2009 года в Назрани. На момент преступления Газгиреева была заместителем председателя Верховного суда Ингушетии

## Убийство
После убийства ее предшественника, Хасана Яндиева, 13 апреля 2008 года, Аза Газгиреева, по образованию юрист, стала заместителем председателя Верховного суда Ингушетии.
Через 18 месяцев 10 июня 2009 г. боевики открыли огонь по фургону Газгиреевой с шофером в Назрани вскоре после того, как она высадила своих детей в детский сад. По сообщениям, к Газгиреевой подошел как минимум один боевик и выстрелил ей в голову. По сообщениям российского телевидения, еще пять человек, в том числе годовалый ребенок, были ранены во время нападения на Газгирееву. Нападавшие скрылись на двух машинах. Газгиреева скончалась в больнице в Назрани через несколько часов после нападения.
Считается, что Газгиреева была убита из-за своей профессиональной деятельности. Она наблюдала за судебными процессами в Верховном суде по делам о преступлениях, совершенных исламскими экстремистами и сепаратистскими группами в российском Северо-Кавказском регионе. Возможно, она стала мишенью из-за своей роли в расследовании нападения чеченских боевиков на ингушскую милицию в 2004 году. Председатель Верховного суда Ингушетии Михаил Задворнов заявил информационному агентству «Интерфакс», что «Аза Газгиреева была судьей с 25-летним стажем … причиной ее убийства стала ее профессиональная деятельность». Заместитель министра внутренних дел Ингушетии Валерий Жернов назвал убийство Газгиреевой как «жестоким», так и «наглым».
Убийство стало результатом серии нападений на официальных лиц в Ингушетии и других областях кавказского региона России в этот период.